# 大阪商業大学サッカー部
大阪商業大学サッカー部（おおさかしょうぎょうだいがく サッカーぶ）は大阪府東大阪市にある大阪商業大学のサッカークラブである。

## 概要・歴史
1970年代から1980年代はチームの黄金時代であり、総理大臣杯、全日本大学選手権、関西学生リーグ全てで優勝を収めた。特に関西学生リーグは、1970年から1992年までの23年間で、6連覇を含む18回優勝の偉業を達成している。
しかし1990年代半ば以降は低迷期に入り、1996年に大阪サッカー選手権大会で初優勝を果たしたものの、関西学生リーグでは2部に降格した。以降は1部リーグと2部リーグを行き来していたが、2005年の降格以降、1部昇格は果たせていない。

## 主な成績
- 総理大臣杯全日本大学サッカートーナメント
  - 優勝：2回（1984, 1985）
- 全日本大学サッカー選手権大会
  - 優勝：4回（1977, 1983, 1984, 1985）
  - 準優勝：3回（1970, 1972, 1974）
- 関西学生サッカーリーグ1部
  - 優勝：18回（1970, 1972, 1973, 1975, 1976, 1977, 1978, 1980, 1981, 1982, 1983, 1984, 1985, 1987, 1988, 1990, 1991, 1992）
- 大阪サッカー選手権大会（兼天皇杯全日本サッカー選手権大会大阪府予選）
  - 優勝：1回 (1996)

## 主な出身選手
1967年度卒
- 小嶺忠敏

1972年度卒
- 古前田充

1977年度卒
- 山野孝義
- 河内勝幸

1979年度卒
- 長谷川治久
- 加藤好男
- 田口貴寛

1980年度卒
- 中村重和

1981年度卒
- 勝野正之

1982年度卒
- 小林伸二

1983年度卒
- 勝矢寿延

1984年度卒
- 松永英機

1985年度卒
- 古俣健次

1986年度卒
- 望月聡
- 本並健治

1988年度卒
- 池ノ上俊一

1989年度卒
- 櫛引実
- 高木琢也

1990年度卒
- 安原成泰

1991年度卒
- 中尾幸太郎
- 渡邉一平
- 見田雅之

1992年度卒
- 埜下荘司

1993年度卒
- 杉山弘一

1994年度卒
- 中口雅史
- 古賀一成

1997年度卒
- 横山博敏

2001年度卒
- 増川隆洋
- 嶋田正吾

2003年度卒
- 金澤崇文

2005年度卒
- 宮本卓也
- 金東秀

2006年度卒
- 桝田雄太郎

2012年度卒
- 李栄直

2017年度卒
- 下川陽太

2020年度卒
- 橋本啓吾